# Falcillot negre
|  | «Falcia» redirigeix aquí. Si cerqueu el significat de butxacó, vegeu «butxaca#Localització_en_peces_de_roba». |

El falcillot negre, avió negre, falcia negra, falcilla negra, falciot negre o magall negre (Apus apus) és el falcillot més corrent al nostre país, sobretot en el medi urbà. S'alimenta d'insectes que caça al vol i, com tots els falcillots, que són les aus més adaptades a la vida aèria, pràcticament passa la vida a l'aire, on no sols caça, sinó que fins i tot hi dorm i s'aparella. Només pon en l'època de reproducció, per fer el niu i criar els pollets. És migrant transsaharià.
Té les ales molt llargues, en proporció a la mida del cos, i poc articulades, i té les potes molt curtes, que li serveixen només per a agafar-se quan aterra vora el niu, que sol construir en cavitats naturals de parets rocoses o en buits dels edificis. Aquesta anatomia, molt bona per a mantenir-se a l'aire, li dificulta envolar-se per si sol si arriba a caure a terra. Si trobem un falcillot a terra, no proveu de llançar-lo a l'aire per veure si vola, doncs una caiguda li podria provocar danys irreparables. A Catalunya es pot trucar als Agents Rurals per a la seva recollida o portar-lo a un centre de recuperació.
És tot d'un color marró molt fosc, amb una taca clara a la gola, però observat contra el cel (que és on se'l sol observar sempre) sembla totalment negre. Sovint vola en grups, caçant i deixant anar crits aguts i sorollosos "xriiii".

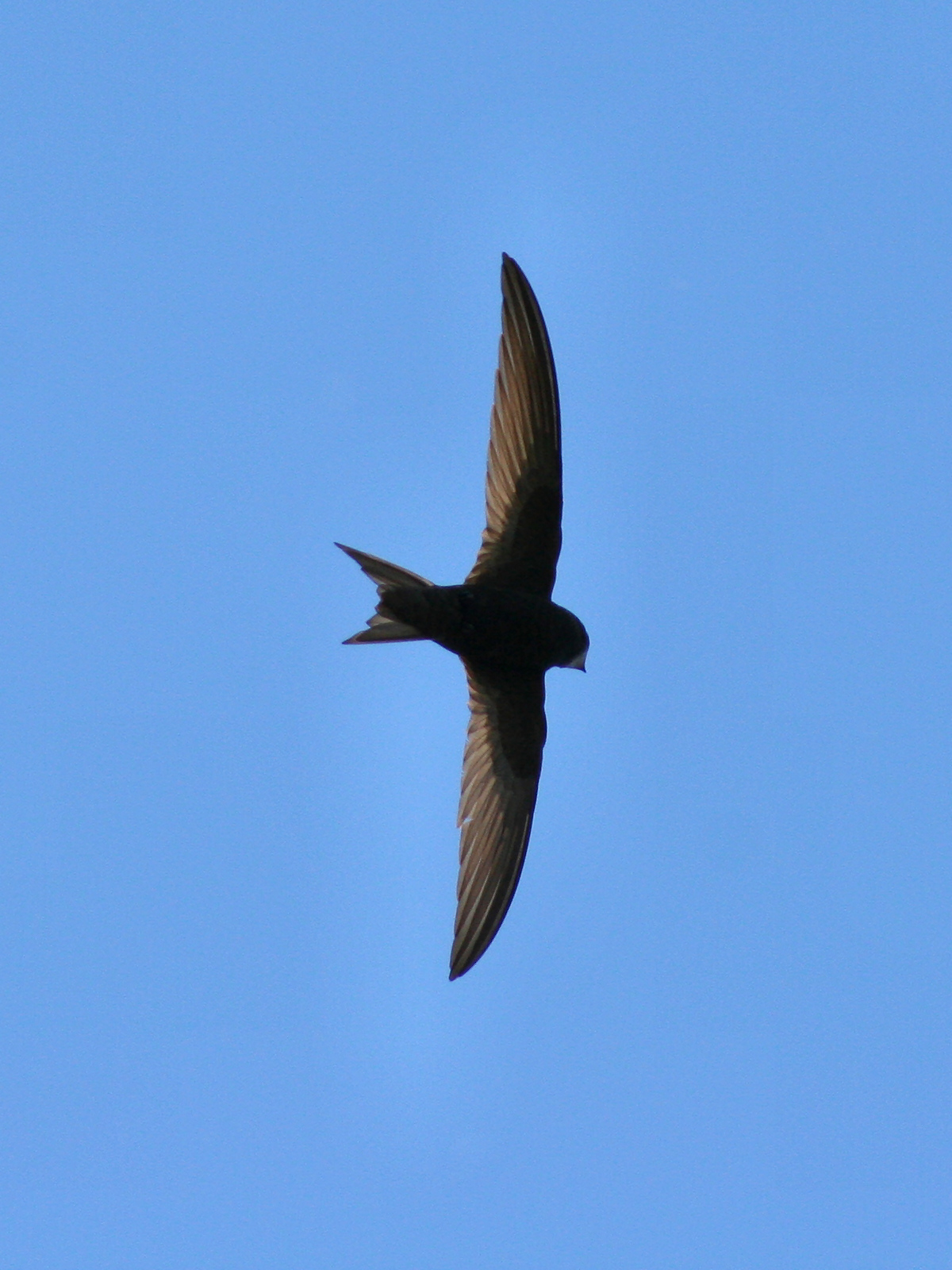
Falcillot negre en vol

És fàcil confondre'l amb el seu parent el ballester (Apus melba), menys freqüent, menys urbà i més gros (aproximadament 60 cm d'envergadura contra uns 40 del falcillot negre), i que volant té un aire una mica més "encarcarat", ja que sovint el falcillot negre fa vibrar les ales, mentre que el ballester té el batec més lent, com correspon a la seva mida més grossa. A més, el ballester té el pit i la panxa clars, a diferència del falcillot que els té negres, però aquest detall no sempre és fàcil d'apreciar a simple vista en un ocell en vol.
Es podria confondre també els falcillots amb les orenetes, però se'ls distingeix fàcilment perquè les orenetes, més petites, tenen les ales proporcionalment més curtes i amples i la cua més forcada (sobretot l'oreneta comuna) i una manera més "despenjada" de volar. A més, les orenetes, menys urbanes, solen volar més a la vora de terra i, de prop, tenen més àrees blanques o crema i colors menys foscos, i no solen niar en forats, sinó que fan nius de fang, visibles sovint sota els ràfecs.
A Catalunya està molt estès, excepte a les zones de muntanya.